# San Massimo all'Adige
San Massimo all'Adige is een plaats (frazione) in de Italiaanse gemeente Verona.
De eerste gegevens over het land dateren uit 780, toen het land in staat was anders dan nu, in de buurt van de Abdij van San Zeno aan de oevers van de Adige.
In 1459, werd St. Maximus erkend als een parochie door de bisschop van Verona.
In 1518, als onderdeel van de modernisering van de vestingwerken van Verona na de Oorlog van de Liga van Kamerijk, de autoriteiten van Venetië besloten om een vlak gebied van veiligheid te creëren (het gebied dat nu bekendstaat als gereedschap) een mijl breed rondom de muren, niet om enige vorm van onderdak te bieden in geval van een vijandelijk leger vielen de stad, dus we moesten doorgaan met de sloop van de wijk. De stad werd later herbouwd in zijn huidige positie.
In 1808 gingen de wijken van San Massimo, Witte Kruis en Chievo op de nieuwe gemeente San Massimo Adige, die later werd samengevoegd met de stad van Verona in 1927.